# Tour di Elisa
Questa pagina contiene tutti i tour musicali sostenuti dalla cantautrice italiana Elisa nel corso della sua carriera.

## Pipes & Flowers Tour
Pipes & Flowers Tour è il primo tour della cantautrice italiana Elisa, a supporto del suo primo album in studio Pipes & Flowers, uscito in Italia il 22 settembre 1997.
Durante il suo primo tour, Elisa fa anche da supporter a due date italiane di Zucchero Fornaciari ed a tutte le date europee di Eros Ramazzotti; che in quel periodo promuovevano rispettivamente gli album Spirito DiVino ed Eros con lo Spirito DiVino Tour '97 e l'Eros World Tour.
LIGHT DESIGNER (Ramazzotti ed Elisa)
Billy Bigliardi

### Band
- Elisa: voce
- Max Gelsi: basso
- Andrea Rigonat: chitarra elettrica, chitarra acustica
- Cristian "Noochie" Rigano: tastiera, pianoforte, sintetizzatore
- Carlo Bonazza: batteria
- Andrea Fontana: percussioni

### Date
| Data              | Nazione     | Città                 | Luogo                         | Note                          |
| ----------------- | ----------- | --------------------- | ----------------------------- | ----------------------------- |
| 1º luglio 1997    | Italia      | Palermo               |                               | supporter per Zucchero        |
| 5 luglio 1997     | Italia      | Trieste               |                               | supporter per Zucchero        |
| 25 luglio 1997    | Italia      | Milano                | Propaganda                    |                               |
| 10 aprile 1998    | Italia      | Cesena                | Vidia Club                    |                               |
| 11 aprile 1998    | Italia      | Nonantola             | Vox club                      |                               |
| 14 aprile 1998    | Italia      | Firenze               | Tenax                         |                               |
| 15 aprile 1998    | Italia      | Perugia               | Suncity                       |                               |
| 17 aprile 1998    | Italia      | Pordenone             | Rototom                       |                               |
| 19 aprile 1998    | Italia      | Verona                | Piazza S. Zeno                |                               |
| 20 aprile 1998    | Italia      | Milano                | Propaganda                    |                               |
| 22 aprile 1998    | Italia      | Roma                  | Air Terminal                  |                               |
| 23 aprile 1998    | Italia      | Ancona                | Barfly                        |                               |
| 25 aprile 1998    | Italia      | Pescara               | La Fabbrica                   |                               |
| 26 aprile 1998    | Italia      | Bari                  | Divine Follie                 |                               |
| 28 aprile 1998    | Italia      | Rende                 | PalaCus                       |                               |
| 30 aprile 1998    | Italia      | Marmirolo             | Jackie O'                     |                               |
| 30 maggio 1998    | Germania    | Amburgo               |                               | supporter per Eros Ramazzotti |
| 31 maggio 1998    | Germania    | Sachsenring           |                               | supporter per Eros Ramazzotti |
| 2 giugno 1998     | Danimarca   | Copenaghen            |                               | supporter per Eros Ramazzotti |
| 6 giugno 1998     | Germania    | Ludwigshafen am Rhein |                               | supporter per Eros Ramazzotti |
| 21 giugno 1998    | Italia      | Imola                 | Heineken Jammin' Festival     |                               |
| 11 luglio 1998    | Svizzera    | Zurigo                |                               | supporter per Eros Ramazzotti |
| 14 luglio 1998    | Germania    | Berlino               |                               | supporter per Eros Ramazzotti |
| 19 luglio 1998    | Austria     | Vienna                |                               | supporter per Eros Ramazzotti |
| 21 luglio 1998    | Italia      | Correggio             | Festa de l'Unità              |                               |
| 24 luglio 1998    | Italia      | Melpignano            | Piazzale Convento Agostiniano |                               |
| 29 luglio 1998    | Italia      | Quartu Sant'Elena     | Velodromo Comunale            |                               |
| 30 luglio 1998    | Italia      | Alghero               | Lungomare                     |                               |
| 2 agosto 1998     | Italia      | Grado                 | Parco delle Rose              |                               |
| 3 agosto 1998     | Italia      | Udine                 | Piazza Matteotti              |                               |
| 3 settembre 1998  | San Marino  | San Marino            | Piazza                        |                               |
| 4 settembre 1998  | Italia      | Parma                 | Festa de l'Unità              |                               |
| 6 settembre 1998  | Italia      | Milano                | Palavobis                     |                               |
| 21 settembre 1998 | Paesi Bassi | Rotterdam             |                               | supporter per Eros Ramazzotti |
| 22 settembre 1998 | Paesi Bassi | Rotterdam             |                               | supporter per Eros Ramazzotti |
| 23 settembre 1998 | Paesi Bassi | Rotterdam             |                               | supporter per Eros Ramazzotti |
| 28 settembre 1998 | Belgio      | Bruxelles             |                               | supporter per Eros Ramazzotti |
| 29 settembre 1998 | Belgio      | Bruxelles             |                               | supporter per Eros Ramazzotti |
| 30 settembre 1998 | Belgio      | Bruxelles             |                               | supporter per Eros Ramazzotti |
| 3 ottobre 1998    | Belgio      | Gand                  |                               | supporter per Eros Ramazzotti |
| 4 ottobre 1998    | Belgio      | Gand                  |                               | supporter per Eros Ramazzotti |
| 6 ottobre 1998    | Francia     | Parigi                |                               | supporter per Eros Ramazzotti |
| 7 ottobre 1998    | Francia     | Lione                 |                               | supporter per Eros Ramazzotti |
| 9 ottobre 1998    | Francia     | Marsiglia             |                               | supporter per Eros Ramazzotti |
| 11 ottobre 1998   | Svizzera    | Zurigo                |                               | supporter per Eros Ramazzotti |
| 12 ottobre 1998   | Svizzera    | Zurigo                |                               | supporter per Eros Ramazzotti |
| 16 ottobre 1998   | Germania    | Dortmund              |                               | supporter per Eros Ramazzotti |
| 17 ottobre 1998   | Germania    | Dortmund              |                               | supporter per Eros Ramazzotti |
| 23 ottobre 1998   | Germania    | Monaco di Baviera     |                               | supporter per Eros Ramazzotti |
| 24 ottobre 1998   | Germania    | Monaco di Baviera     |                               | supporter per Eros Ramazzotti |
| 25 ottobre 1998   | Svizzera    | Losanna               |                               | supporter per Eros Ramazzotti |

## Asile's World Tour
Asile's World Tour è il secondo tour della cantautrice italiana Elisa, a supporto del suo secondo album in studio Asile's World, uscito in Italia il 5 maggio 2000.

### Band
- Elisa: voce e chitarra acustica
- Max Gelsi: basso
- Andrea Rigonat: chitarra elettrica, chitarra acustica
- Giorgio Pacorig: tastiera, pianoforte, sintetizzatore, organo Hammond
- Bruno Farinelli: batteria
- Luigi Pulcinelli: programmazione

### Scaletta
1. Creature
2. Gift
3. Asile's World
4. Shadow Zone
5. Happiness Is Home
6. Upside Down
7. Mr. Want
8. Chameleon
9. Little Eye
10. Sleeping in Your Hand
11. A Little Over Zero
12. A Feast for Me
13. Labyrinth

### Date
| Data              | Città              | Luogo                       | Note  |
| ----------------- | ------------------ | --------------------------- | ----- |
| 18 giugno 2000    | Imola              | Heineken Jammin' Festival   | [ 2 ] |
| 26 giugno 2000    | Udine              |                             |       |
| 3 luglio 2000     | Trieste            |                             |       |
| 4 agosto 2000     | Monfalcone         |                             |       |
| 12 agosto 2000    | Latina             | Montello Live Festival      |       |
| 16 agosto 2000    | Ortona             |                             |       |
| 16 settembre 2000 | Cagliari           | Area Ichnusa                |       |
| 17 settembre 2000 | Azzano Decimo      |                             |       |
| 23 settembre 2000 | Padova             |                             |       |
| 16 settembre 2000 | Messina            | Duomo                       |       |
| 24 febbraio 2001  | Torino             | Palastampa                  |       |
| 16 marzo 2001     | Senigallia         | Mamamia                     |       |
| 17 marzo 2001     | Taneto             | Fuoriorario                 |       |
| 23 marzo 2001     | Orzinuovi          | Buddha Café                 |       |
| 24 marzo 2001     | Trezzo sull'Adda   | Live Club                   |       |
| 27 marzo 2001     | Torino             | Teatro Colosseo             |       |
| 30 marzo 2001     | Roma               | Palacisalfa                 |       |
| 2 aprile 2001     | Milano             | Rolling Stone               |       |
| 3 aprile 2001     | Firenze            | Tenax                       |       |
| 5 aprile 2001     | Cortemaggiore      | Fillmore                    |       |
| 6 aprile 2001     | Roncade            | Teatro Tenda                |       |
| 7 aprile 2001     | Rimini             | 10 Street Club              |       |
| 11 aprile 2001    | Nonantola          | – Vox Club                  |       |
| 24 aprile 2001    | Verona             | Teatro Tenda Estravagario   |       |
| 2 giugno 2001     | Monfalcone         |                             |       |
| 3 giugno 2001     | Monfalcone         |                             |       |
| 12 giugno 2001    | Sassari            | Stadio                      |       |
| 13 giugno 2001    | Cagliari           | Molo Ichnusa                |       |
| 19 giugno 2001    | Prato              | Piazza Duomo                |       |
| 20 giugno 2001    | Roma               | Fiesta                      |       |
| 24 giugno 2001    | Brescia            | Piazza Duomo                |       |
| 30 giugno 2001    | Senigallia         | Mamamia                     |       |
| 7 luglio 2001     | Pescara            | Arena del Centro Ex Gaslini |       |
| 10 luglio 2001    | Trieste            |                             |       |
| 11 luglio 2001    | Milano             |                             |       |
| 13 luglio 2001    | Casoni di Luzzara  |                             |       |
| 14 luglio 2001    | Asti               | Piazza                      |       |
| 15 luglio 2001    | Roma               | Fontanone del Gianicolo     |       |
| 17 luglio 2001    | Catania            | Villa Vincenzo Bellini      |       |
| 18 luglio 2001    | Palermo            | Villa Lampedusa             |       |
| 19 luglio 2001    | Agrigento          | Stadio Esseneto             |       |
| 22 luglio 2001    | Lignano Sabbiadoro | Discoteca Kursall           |       |
| 24 luglio 2001    | Castiglioncello    |                             |       |
| 10 dicembre 2001  | Civitanova Marche  |                             |       |

## Then Comes the Sun Tour
Then Comes the Sun Tour è il terzo tour della cantautrice italiana Elisa, a supporto del suo terzo album in studio Then Comes The Sun, uscito in Italia il 9 novembre 2001.

### Band
- Elisa: voce, chitarra acustica ed elettrica
- Max Gelsi: basso
- Andrea Rigonat: chitarra elettrica, chitarra acustica
- Giorgio Pacorig: pianoforte, organo Hammond
- Giovanni Boscariol: tastiera, sintetizzatore
- Bruno Farinelli: batteria

### Date
| Data             | Città              | Luogo                           | Note |
| ---------------- | ------------------ | ------------------------------- | ---- |
| 1º gennaio 2002  | Olbia              | Piazza                          |      |
| 8 marzo 2002     | Verona             | Piazza                          |      |
| 20 aprile 2002   | Zingonia           | Zmotion                         |      |
| 21 aprile 2002   | Lugano             | Palazzo dei Congressi           |      |
| 14 giugno 2002   | Matelica           | Stadio                          |      |
| 24 giugno 2002   | Lazise             | Castello                        |      |
| 27 giugno 2002   | Busto Arsizio      | Area spettacoli Malpensa Fiera  |      |
| 2 luglio 2002    | Forlì              | Festa de l'Unità                |      |
| 4 luglio 2002    | Riviera del Brenta | Villa Pisani Stra               |      |
| 6 luglio 2002    | Cuneo              | Nuvolari libera tribù           |      |
| 9 luglio 2002    | Mantova            | Il Parco                        |      |
| 11 luglio 2002   | Roma               | Scalinata Valle Giulia          |      |
| 14 luglio 2002   | Campagnola Emilia  | Festa de l'Unità                |      |
| 16 luglio 2002   | Genova             | Arena del mare                  |      |
| 18 luglio 2002   | Arpino             | Loc. Vuotti Anfiteatro naturale |      |
| 20 luglio 2002   | Sangineto          | Area concerti Jungle            |      |
| 21 luglio 2002   | Caivano            | Area mercato "Caivano Rock"     |      |
| 25 luglio 2002   | Campli             | "Campli festival"               |      |
| 26 luglio 2002   | Castelfidardo      | Stadio Comunale                 |      |
| 28 luglio 2002   | Spilimbergo        | "Folkest festival"              |      |
| 29 luglio 2002   | Este               | Anfiteatro Castello Marchionale |      |
| 31 luglio 2002   | Marsala            | Campo Sportivo                  |      |
| 1º agosto 2002   | Messina            | Piazza Duomo                    |      |
| 15 ottobre 2002  | Torino             | "Home"                          |      |
| 12 novembre 2002 | Bologna            | Paladozza                       |      |
| 16 dicembre 2002 | Trieste            | Teatro Rossetti                 |      |
| 2 maggio 2003    | Padova             | Parco di Prato di Valle         |      |
| 14 giugno 2003   | Palmanova          | Piazza                          |      |
| 21 giugno 2003   | Staranzano         | Campo Sportivo                  |      |

## Lotus Tour
Lotus Tour è il quarto tour della cantautrice italiana Elisa, a supporto del suo quarto album in studio Lotus, uscito in Italia il 14 novembre 2003.
È il primo tour teatrale di Elisa, voluto appositamente dalla cantautrice per la natura particolarmente intima dell'album.

### Band
- Elisa: voce, organo, pianoforte e chitarra classica
- Max Gelsi: basso
- Andrea Rigonat: chitarra elettrica, chitarra acustica
- Giorgio Pacorig: tastiera, pianoforte, sintetizzatore, organo Hammond
- Elio Rivagli: batteria, percussioni
- Bridget Mohammed, Julia St. Louis, Barbara Evans e Betty Maineri: cori

### Scaletta
Prima parte
1. Hallelujah (cover di Leonard Cohen)
2. Broken
3. Rock Your Soul
4. The Marriage
5. Femme Fatale (cover dei The Velvet Underground)
6. Yashal
7. Stranger
8. Luce (tramonti a nord est)
9. Interlude
10. A Prayer

Seconda parte
1. Gift
2. Redemption Song (cover di Bob Marley)
3. Electricity
4. Sleeping in Your Hand

Terza parte
1. Rainbow
2. Almeno tu nell'universo (cover di Mia Martini)
3. Labyrinth

### Date
| Data             | Città                    | Luogo                          | Note  |
| ---------------- | ------------------------ | ------------------------------ | ----- |
| 28 novembre 2003 | Fabriano                 | Teatro Gentile (data zero)     | [ 3 ] |
| 29 novembre 2003 | Fabriano                 | Teatro Gentile                 |       |
| 1º dicembre 2003 | Udine                    | Teatro Nuovo Giovanni Da Udine |       |
| 2 dicembre 2003  | Reggio Emilia            | Teatro Comunale Romolo Valli   |       |
| 5 dicembre 2003  | Torino                   | Teatro Colosseo                |       |
| 6 dicembre 2003  | Trento                   | Teatro Auditorium Santa Chiara |       |
| 8 dicembre 2003  | Verona                   | Teatro Filarmonico             |       |
| 11 dicembre 2003 | Mantova                  | Teatro Ariston                 |       |
| 12 dicembre 2003 | Como                     | Teatro Sociale                 |       |
| 14 dicembre 2003 | Trieste                  | Teatro Politeama Rossetti      |       |
| 15 dicembre 2003 | Rovigo                   | Teatro Sociale                 |       |
| 16 dicembre 2003 | Rovigo                   | Teatro Sociale                 |       |
| 18 dicembre 2003 | Bologna                  | Teatro Medica                  |       |
| 16 gennaio 2004  | Cremona                  | Teatro Ponchielli              |       |
| 17 gennaio 2004  | Firenze                  | Teatro Verdi                   |       |
| 18 gennaio 2004  | Firenze                  | Teatro Verdi                   |       |
| 20 gennaio 2004  | Cesena                   | Nuovo Teatro Carisport         |       |
| 22 gennaio 2004  | Bari                     | Teatro Team                    |       |
| 23 gennaio 2004  | Lecce                    | Politeama Greco                |       |
| 26 gennaio 2004  | Messina                  | Teatro Vittorio Emanuele       |       |
| 27 gennaio 2004  | Palermo                  | Teatro Politeama               |       |
| 30 gennaio 2004  | Catanzaro                | Teatro Politeama               |       |
| 1º febbraio 2004 | Roma                     | Auditorium Parco della Musica  |       |
| 2 febbraio 2004  | Terni                    | Teatro Politeama               |       |
| 4 febbraio 2004  | Roma                     | Auditorium Parco della Musica  |       |
| 5 febbraio 2004  | Napoli                   | Teatro Bellini                 |       |
| 7 febbraio 2004  | San Benedetto del Tronto | Palacongressi                  |       |
| 9 febbraio 2004  | Milano                   | Teatro Smeraldo                |       |
| 11 febbraio 2004 | Brescia                  | Teatro Grande                  |       |
| 12 febbraio 2004 | Piacenza                 | Teatro Politeama               |       |
| 15 febbraio 2004 | Venezia                  | Palafenice                     |       |
| 16 febbraio 2004 | Modena                   | Teatro Storchi                 |       |
| 17 febbraio 2004 | Perugia                  | Teatro Turreno                 |       |
| 19 febbraio 2004 | Varese                   | Teatro Impero                  |       |
| 20 febbraio 2004 | Livorno                  | Teatro Goldini                 |       |
| 22 febbraio 2004 | Milano                   | Teatro Smeraldo                |       |
| 25 febbraio 2004 | Genova                   | Teatro Carlo Felice            |       |

## Pearl Days Tour
Pearl Days Tour è il quinto tour della cantautrice italiana Elisa, a supporto del suo quinto album in studio Pearl Days, uscito in Italia il 15 ottobre 2004.

### Band
- Elisa: voce
- Max Gelsi: basso
- Andrea Rigonat: chitarra elettrica, chitarra acustica
- Giorgio Pacorig: tastiera, pianoforte, sintetizzatore, organo Hammond
- Andrea Fontana: batteria
- Bridget Mohammed, Julia St. Louis, Barbara Evans: cori

### Scaletta
1. Together
2. Bitter Words
3. Labyrinth
4. Pearl Days
5. In the Green
6. Life Goes On
7. Luce (tramonti a nord est)
8. I Know
9. The Waves
10. Gift
11. Dancing
12. City Lights
13. Joy
14. A Feast for Me
15. Heaven Out of Hell
16. Broken
17. Written in Your Eyes
18. Shadow Zone
19. Rainbow
20. It Is What It Is

Encore
1. Almeno tu nell'universo (cover di Mia Martini)
2. Sleeping in Your Hand
3. Cure Me

### Date
| Data             | Città     | Luogo                  | Note        |
| ---------------- | --------- | ---------------------- | ----------- |
| 4 dicembre 2004  | Forlì     | Palazzetto dello Sport | (data zero) |
| 10 dicembre 2004 | Milano    | Mediolanum Forum       |             |
| 5 febbraio 2005  | Padova    | Palasport San Lazzaro  |             |
| 7 febbraio 2005  | Treviglio | Palasport              |             |
| 10 febbraio 2005 | Treviso   | PalaVerde              |             |
| 12 febbraio 2005 | Parma     | PalaRaschi             |             |
| 13 febbraio 2005 | Varese    | Palaignis              |             |
| 15 febbraio 2005 | Pordenone | Palasport forum        |             |
| 17 febbraio 2005 | Rimini    | 105 Stadium            |             |
| 19 febbraio 2005 | Bologna   | PalaDozza              |             |
| 23 febbraio 2005 | Verona    | Palasport Verona       |             |
| 24 febbraio 2005 | Brescia   | Pala San Filippo       |             |
| 26 febbraio 2005 | Ancona    | PalaRossini            |             |
| 7 marzo 2005     | Palermo   | Palasport Fondo Patti  |             |
| 11 marzo 2005    | Chieti    | PalaTricalle           |             |
| 12 marzo 2005    | Caserta   | PalaMaggiò             |             |
| 15 marzo 2005    | Roma      | PalaLottomatica        |             |
| 17 marzo 2005    | Firenze   | Palasport              |             |
| 19 marzo 2005    | Genova    | Madza Palace           |             |
| 21 marzo 2005    | Torino    | PalaRuffini            |             |
| 23 marzo 2005    | Trento    | PalaTrento             |             |
| 24 marzo 2005    | Trieste   | PalaTrieste            |             |

## Lotus Pearl Days Tour
Lotus Pearl Days Tour è il sesto tour della cantautrice italiana Elisa.

### Band
- Elisa: voce, pianoforte
- Max Gelsi: basso
- Andrea Rigonat: chitarra elettrica, chitarra acustica
- Christian "Noochie" Rigano: tastiera, pianoforte, sintetizzatore, organo Hammond, Fender Rhodes
- Andrea Fontana: batteria

### Scaletta
1. Together
2. Bitter Words
3. The Waves
4. Pearl Days
5. Una poesia anche per te
6. Electricity
7. Heaven Out of Hell
8. Gift
9. Broken
10. Rock Your Soul
11. Sleeping in Your Hand
12. Femme Fatale (cover dei The Velvet Underground)
13. A Prayer
14. Labyrinth
15. Dancing
16. I Know
17. Luce (tramonti a nord est)
18. Rainbow
19. Cure Me

Encore
1. Yashal
2. Almeno tu nell'universo (cover di Mia Martini)

### Date
| Data              | Città                | Luogo                          | Note  |
| ----------------- | -------------------- | ------------------------------ | ----- |
| 19 giugno 2005    | Roma                 | Piazza San Giovanni            |       |
| 23 giugno 2005    | Modena               | Parco Novi Sad                 |       |
| 2 luglio 2005     | Fucecchio            | Buca del Palio                 |       |
| 7 luglio 2005     | Benevento            | Rione Libertà                  | [ 4 ] |
| 9 luglio 2005     | Monselice            | Cava della Rocca               |       |
| 12 luglio 2005    | Andria               | Piazza Catuma                  |       |
| 15 luglio 2005    | Vicenza              | Piazza dei Signori             |       |
| 16 luglio 2005    | Sogliano al Rubicone | Piazza Matteotti               |       |
| 22 luglio 2005    | Cagliari             | Anfiteatro Romano              |       |
| 23 luglio 2005    | Alghero              | Anfiteatro                     |       |
| 26 luglio 2005    | Piediluco            | Villa Lago                     |       |
| 27 luglio 2005    | Falconara Marittima  | Parco del Cormorano            |       |
| 28 luglio 2005    | Visciano             | Piazza Principessa Lancellotti |       |
| 30 luglio 2005    | Dolceacqua           | Piazza San Filippo             |       |
| 6 agosto 2005     | Grado                | Stadio Comunale                |       |
| 8 agosto 2005     | San Vito Chietino    | Stadio Comunale                |       |
| 10 agosto 2005    | Acri                 | Anfiteatro                     |       |
| 14 agosto 2005    | Reggio Calabria      | Lungo mare                     |       |
| 17 agosto 2005    | Francavilla al Mare  | Largo Modesto dalla Porta      |       |
| 18 agosto 2005    | Lecce                | Piazza dei Libertini           |       |
| 20 agosto 2005    | Macerata             | Sferisterio                    |       |
| 26 agosto 2005    | Siena                | Piazza del Campo               |       |
| 28 agosto 2005    | Nocera Superiore     | Piazza Arena Mazzini           |       |
| 30 agosto 2005    | Milazzo              | Castello di Milazzo            |       |
| 31 agosto 2005    | Palermo              | Teatro di Verdura              |       |
| 13 settembre 2005 | Foggia               | Anfiteatro Mediterraneo        |       |
| 16 settembre 2005 | Milano               | Madza Palace                   |       |
| 18 settembre 2005 | Genova               | Festa de l'Unità               |       |
| 30 settembre 2005 | Roma                 | Stadio Centrale del Tennis     |       |
| 2 ottobre 2005    | Priolo Gargallo      | Festival                       |       |
| 3 ottobre 2005    | Palermo              | Palasport Fondo Patti          |       |
| 5 ottobre 2005    | Bari                 | Teatro Team                    |       |

## Unplugged Tour
Unplugged Tour è il settimo tour della cantautrice italiana Elisa.

### Band
- Elisa: voce, pianoforte, chitarra acustica, basso acustico
- Max Gelsi: basso acustico
- Andrea Rigonat: chitarra acustica
- Christian "Noochie" Rigano: pianoforte
- Andrea Fontana: percussioni

### Scaletta
1. Swan
2. Broken
3. Rock Your Soul
4. A Feast for Me
5. Heaven Out of Hell
6. Luce (tramonti a nord est)
7. Rainbow
8. Electricity
9. The Marriage
10. Gift
11. Creature
12. The Waves
13. Una poesia anche per te
14. Sleeping in Your Hand
15. Redemption Song (cover di Bob Marley)
16. Labyrinth

Encore
1. Teach Me Again
2. Almeno tu nell'universo (cover di Mia Martini)

### Date
| Data              | Città                  | Luogo                 | Biglietti disponibili / Biglietti venduti |
| ----------------- | ---------------------- | --------------------- | ----------------------------------------- |
| 24 giugno 2006    | Capodistria (Slovenia) | Piazza                |                                           |
| 19 luglio 2006    | Carpi                  | Piazza Martiri        |                                           |
| 8 settembre 2006  | Roma                   | Piazza di Siena       |                                           |
| 23 settembre 2006 | Assisi                 | Teatro Lyrick         | 985 / 985 (sold out)                      |
| 1º ottobre 2006   | Udine                  | Palalsport            | 3.500 / 3.500 (sold out)                  |
| 7 ottobre 2006    | Trieste                | Piazza Unità d'Italia |                                           |
| 27 ottobre 2006   | Ferrara                | Palasport             | 3.000 / 3.000 (sold out)                  |

## Soundtrack Live Tour
Soundtrack Live Tour è l'ottavo tour della cantautrice italiana Elisa, a supporto del suo primo greatest hits, dal titolo Soundtrack '96-'06, uscito in Italia il 17 novembre 2006.
Le date del tour, in totale, sono 15. Per la prima volta sul paco, insieme ad Elisa, c'è anche un coro gospel. All'inizio del tour era prevista anche la data del 27 gennaio 2007 al Pala Ruffini di Torino, ma in seguito la data è stata spostata al 23 aprile 2007 al Pala Olimpico. I concerti tenuti il 26 gennaio e il 24 aprile 2007 al Mediolanum Forum di Milano sono stati registrati e sono andati a costituire la raccolta live Soundtrack '96-'06 Live.

### Band
- Elisa: voce, pianoforte e chitarra classica
- Max Gelsi: basso
- Andrea Rigonat: chitarra elettrica, chitarra acustica
- Gianluca Ballarin: tastiera, sintetizzatore
- Franco Santarnecchi: pianoforte, tastiera, organo Hammond, Fender Rhodes
- Carlo Bonazza: batteria
- Oscar Williams Jr. & Perfected Praise: coro gospel
- Max Bonano e Nicole Pellicani: cori

### Scaletta
1. Rainbow (Intro)
2. Stay
3. Swan
4. Heaven Out of Hell
5. A Feast for Me
6. Teach Me Again
7. Eppure sentire (un senso di te)
8. The Waves
9. Una poesia anche per te
10. Yashal
11. A Prayer
12. Inside a Flower
13. Together
14. Qualcosa che non c'è
15. Gift
16. Rock Your Soul
17. Luce (tramonti a nord est)
18. Dancing
19. Almeno tu nell'universo
20. Sleeping in Your Hand
21. Broken
22. Gli ostacoli del cuore
23. Rainbow

Encore
1. Cure Me
2. Labyrinth

### Date
| Data            | Città     | Luogo                 | Biglietti disponibili / Biglietti venduti |
| --------------- | --------- | --------------------- | ----------------------------------------- |
| 18 gennaio 2007 | Pordenone | Palasport forum       | [ 5 ]                                     |
| 19 gennaio 2007 | Padova    | PalaBernhardsson      | 3.800 / 3.800 (sold out)                  |
| 20 gennaio 2007 | Bologna   | Land Rover Arena      |                                           |
| 23 gennaio 2007 | Roma      | PalaLottomatica       | 8.000 / 8.000 (sold out)                  |
| 24 gennaio 2007 | Firenze   | Nelson Mandela Forum  |                                           |
| 26 gennaio 2007 | Assago    | Mediolanum Forum      | 11.000 / 11.000 (sold out)                |
| 14 aprile 2007  | Palermo   | Palasport Fondo Patti |                                           |
| 16 aprile 2007  | Caserta   | PalaMaggiò            |                                           |
| 18 aprile 2007  | Parma     | PalaRaschi            |                                           |
| 20 aprile 2007  | Padova    | PalaBernhardsson      |                                           |
| 21 aprile 2007  | Perugia   | PalaEvangelisti       |                                           |
| 23 aprile 2007  | Torino    | PalaOlimpico          | ~ 11.800                                  |
| 24 aprile 2007  | Assago    | Mediolanum Forum      |                                           |
| 27 aprile 2007  | Roma      | PalaLottomatica       | 8.000 / 8.000 (sold out)                  |
| 28 aprile 2007  | Ancona    | PalaRossini           |                                           |

### Soundtrack Live Tour – 2ª parte
Soundtrack Live Tour – 2ª parte è il nono tour della cantautrice italiana Elisa, a supporto del suo primo Greatest Hits, dal titolo Soundtrack '96-'06, uscito on Italia il 17 novembre 2006. Per la prima volta, sul paco insieme ad Elisa c'è anche un'Orchestra d'archi composta da 8 elementi. Le date del tour, in totale, sono 14.
Nella data del 24 settembre 2007 a Codroipo, Villa Manin, hanno partecipato al concerto Corrado Rustici e Luciano Ligabue.

### Band
- Elisa: voce, pianoforte e chitarra classica
- Max Gelsi: basso
- Andrea Rigonat: chitarra elettrica, chitarra acustica
- Angie Passarella: chitarra elettrica
- Gianluca Ballarin: tastiera, sintetizzatore
- Giorgio Pacorig: pianoforte, tastiera, organo Hammond, Fender Rhodes
- Carlo Bonazza: batteria
- EdoDea di Edoardo De Angelis: orchestra d'archi (arrangiati da Sylvia Catasta)
- Max Bonano e Nicole Pellicani: cori

### Scaletta
1. Intro
2. Beautiful Night
3. Qualcosa che non c'è
4. Swan
5. Broken
6. Teach Me Again
7. Rock Your Soul
8. Eppure sentire (un senso di te)
9. The Waves
10. Una poesia anche per te
11. Heaven Out of Hell
12. Stranger
13. Dancing
14. Creature
15. Come & Sit
16. Stay
17. Rainbow
18. Gli ostacoli del cuore
19. Labyrinth

Encore
1. Luce (tramonti a nord est)
2. Almeno tu nell'universo (cover di Mia Martini)

### Date
| Data              | Città     | Luogo                | Biglietti disponibili / Biglietti venduti                |
| ----------------- | --------- | -------------------- | -------------------------------------------------------- |
| 11 luglio 2007    | Morbegno  | Polo Fieristico      | [ 6 ]                                                    |
| 13 luglio 2007    | Stra      | Villa Pisani         |                                                          |
| 22 luglio 2007    | Lucca     | Piazza Napoleone     | (Lucca Summer Festival)                                  |
| 4 agosto 2007     | Lecce     | Arena Delle Cave     |                                                          |
| 8 agosto 2007     | Alghero   | Anfiteatro           |                                                          |
| 10 agosto 2007    | Cagliari  | Anfiteatro romano    |                                                          |
| 14 agosto 2007    | Rispescia | Festambiente         |                                                          |
| 16 agosto 2007    | Barletta  | Fossato Del Castello |                                                          |
| 18 agosto 2007    | Fermo     | Piazza del Popolo    |                                                          |
| 8 settembre 2007  | Vigevano  | Castello Sforzesco   |                                                          |
| 10 settembre 2007 | Faenza    | Piazza del Popolo    |                                                          |
| 16 settembre 2007 | Taormina  | Teatro antico        | 5.000 / 5.000 (sold out)                                 |
| 17 settembre 2007 | Taormina  | Teatro antico        | 5.000 / 5.000 (sold out)                                 |
| 24 settembre 2007 | Codroipo  | Villa Manin          | (data speciale per festeggiare i dieci anni di carriera) |

## Mechanical Dream Tour
Mechanical Dream Tour è il decimo tour della cantautrice italiana Elisa.
Il titolo del tour rappresenta due modi di vedere la musica, una parte più sognante, che appartiene alla melodia, e un'altra più meccanica che appartiene al ritmo. Per la prima volta Elisa fonde in un unico spettacolo diversi tipi di arte: la musica, le parole, le immagini e il ballo. È anche la prima volta che durante un tour Elisa canta le cover di Mad World dei Tears for Fears (in seguito incisa in studio e inclusa nell'album Heart), Wuthering Heights di Kate Bush, What's Up? delle 4 Non Blondes e Calling You di Jevetta Steele, dalla colonna sonora di Bagdad Café.
Le date all'Adriatic Arena e all'Arena di Verona sono state aperte dai Ribella and Shadow Zone, vincitori del Cornetto Free Music Audition 2008. Inoltre le quattro date del Mechanical Dream Tour sono state aperte da Max Bonano, corista di Elisa durante la prima e la seconda parte del Soundtrack Live Tour.
Lo spettacolo è stato premiato dalla rivista Sound & Lite per il miglior show ospitato nel 2008 e dalla sovrintendenza dell'Arena di Verona come miglior show non lirico ospitato nello stesso anno.

### Band
- Elisa: voce, pianoforte, chitarra classica ed elettrica
- Max Gelsi: basso
- Andrea Rigonat: chitarra elettrica, chitarra acustica
- Andrea Fontana: batteria
- Gianluca Ballarin: tastiera, pianoforte, sintetizzatore, organo hammond, Fender Rhodes
- Nicole Pellicani e Silvia Smaniotto: cori

Ribella and Shadow Zone (gruppo di supporto):
- Antonella "Ribella" Lo Coco: voce
- Domenico Bolettieri: tastiere
- Valerio Carboni: basso
- Paolo Ligabue: chitarra
- Andrea Camellini: batteria
- Tomas Carretta: chitarra

### Staff coreografie
- Coreografie: Luca Tommassini e Francesco Saracino
- Ballerini: Francesca Saracino, Marcello Sacchetta, Jonathan Carrozzino, Vincenzo Battista, Giorgia Montefusco, Irma di Paola, Irene Tavassi, Kim Fasano, Valentina Valenti, Elisa Marcantonio
- Squadra nazionale italiana di ginnastica ritmica: Anželika Savrajuk, Fabrizia D'Ottavio, Marinella Falca, Daniela Masseroni, Romina Laurito, Elisa Blanchi, Elisa Santoni e Giulia Galtarossa
- Allenatrici: Emanuela Maccarani, Nathalie Van Cauwenberghe, Valentina Rovetta ed Eva D'Amore

### Scaletta
1. Stay (intro)
2. Together
3. Sleeping in Your Hand
4. Eppure sentire (un senso di te)
5. Heaven Out of Hell
6. Qualcosa che non c'è
7. Rock Your Soul
8. It Is What It Is
9. Tic Tac
10. Mechanical Groove (strumentale)
11. Mad World (cover dei Tears for Fears)
12. Wuthering Heights (cover di Kate Bush)
13. Medley:

- Rainbow
- Mr. Want
- Fever
- Labyrinth
- Bitter Words
- Shadow Zone
- Cure Me

1. What's Up? (cover delle 4 Non Blondes)
2. Broken
3. Dancing
4. Gymnasium (strumentale)
5. Calling You (cover di Jevetta Steele)
6. Almeno tu nell'universo (cover di Mia Martini)
7. Una poesia anche per te
8. The Waves
9. Luce (tramonti a nord est)

Encore
1. Stay
2. Gli ostacoli del cuore

### Date
| Data              | Città  | Luogo            | Biglietti disponibili / Biglietti venduti |
| ----------------- | ------ | ---------------- | ----------------------------------------- |
| 16 settembre 2008 | Pesaro | Adriatic Arena   | 10.230 / 10.230 (sold out)                |
| 20 settembre 2008 | Verona | Arena di Verona  | 12.000 / 12.000 (sold out)                |
| 30 settembre 2008 | Roma   | PalaLottomatica  | 8.000 / 8.000 (sold out)                  |
| 7 ottobre 2008    | Assago | Mediolanum Forum | 11.000 / 11.000 (sold out)                |

## US/Canada Fall Tour
US/Canada Fall Tour è l'undicesimo tour della cantautrice italiana Elisa, a supporto della raccolta pubblicata per il mercato nordamericano Dancing. Questo è il primo tour di Elisa in Nord America e le date del tour, in totale, sono 16.
All'inizio nel tour era prevista anche la data del 23 novembre 2008 a Vancouver, Columbia Britannica, al club The Biltmore, in seguito cancellata.

### Band
- Elisa: voce, tastiera, chitarra classica ed elettrica
- Max Gelsi: basso
- Andrea Rigonat: chitarra elettrica, chitarra acustica
- Andrea Fontana: batteria
- Gianluca Ballarin: tastiera, pianoforte, sintetizzatore, organo Hammond, Fender Rhodes

### Scaletta
1. Rainbow
2. The Waves
3. City Lights
4. Life Goes On
5. Stranger
6. Electricity
7. Broken
8. A Little Over Zero
9. Mercedes Benz (cover di Janis Joplin)
10. Mad World (cover dei Tears for Fears)
11. Rock Your Soul
12. It Is What It Is

Encore
1. Almeno tu nell'universo
2. Dancing
3. Luce (tramonti a nord est)
4. Gli ostacoli del cuore
5. Cure Me

### Date
| Data             | Paese       | Città                     | Luogo                  | Note             |
| ---------------- | ----------- | ------------------------- | ---------------------- | ---------------- |
| 29 ottobre 2008  | Canada      | Toronto, Ontario          | The Mod Club           | 600 tickets sold |
| 30 ottobre 2008  | Canada      | Montréal                  | Le Savoy               |                  |
| 1º novembre 2008 | Stati Uniti | Allston, Massachusetts    | Great Scott            |                  |
| 4 novembre 2008  | Stati Uniti | Vienna, Virginia          | The Barns at Wolf Trap |                  |
| 5 novembre 2008  | Stati Uniti | New York                  | Bowery Ballroom        | 570 tickets sold |
| 7 novembre 2008  | Stati Uniti | Filadelfia, Pennsylvania  | Johnny's Branda        |                  |
| 8 novembre 2008  | Stati Uniti | Pittsburgh, Pennsylvania  | Club Cafè              |                  |
| 11 novembre 2008 | Stati Uniti | Chicago, Illinois         | Martyrs                |                  |
| 12 novembre 2008 | Stati Uniti | Saint Louis, Missouri     | Off Broadway Nightclub |                  |
| 14 novembre 2008 | Stati Uniti | Denver, Colorado          | Soiled Dove            |                  |
| 15 novembre 2008 | Stati Uniti | Salt Lake City, Utah      | Bar Deluxe             |                  |
| 17 novembre 2008 | Stati Uniti | Solana Beach, California  | Belly Up Tavern        |                  |
| 19 novembre 2008 | Stati Uniti | Los Angeles, California   | Roxy Theatre           | 500 tickets sold |
| 20 novembre 2008 | Stati Uniti | San Francisco, California | Cafè Du Nord           |                  |
| 22 novembre 2008 | Stati Uniti | Portland, Oregon          | Doug Fir Lounge        |                  |
| 24 novembre 2008 | Stati Uniti | Seattle, Washington       | The Triple Door        |                  |

## Heart - Alive Tour
Heart - Alive Tour è il dodicesimo tour della cantautrice italiana Elisa, a supporto del suo sesto album in studio Heart, pubblicato in Italia il 13 novembre 2009. Le date del tour in totale sono 15.
In questo spettacolo Elisa propone i brani del nuovo album (ad eccezione di And All I Need e Dot in the Universe) ma non mancano i successi degli anni precedenti, per oltre due ore e mezza di concerto dal vivo. Il tour è accompagnato da balletti e coreografie animati da quattro ballerini a cui prendono parte anche Elisa e le coriste, alcuni effetti speciali, come quando l'artista dà il via al concerto appesa ad un gancio intonando Vortexes dall'alto, e proiezioni su schermi tridimensionali che fanno da sfondo al palcoscenico, interamente rivestito di tulle bianco. Per la prima volta Elisa canta dal vivo le cover di Eleanor Rigby dei The Beatles, Pour Que l'Amour Me Quitte della cantante francese Camille, Beat It di Michael Jackson e il suo brano Time, tratto dall'album Then Comes the Sun del 2001.
Nell'introduzione al concerto la voce della cantautrice legge un brano incentrato sulla bellezza accompagnato da proiezioni del suo viso. Il brano gioca col titolo dell'album Heart e alcune parole del testo di Anche se non trovi le parole (la bellezza è il cuore intero). Durante lo spettacolo vengono proiettati interventi parlati di Paola Cortellesi (prima e durante Mad World) e Fiorello (prima di Together). Inoltre in Pour Que l'Amour Me Quitte Elisa è accompagnata da Giorgia (che compare sempre in un filmato proiettato) e durante Ti vorrei sollevare sugli schermi compare Giuliano Sangiorgi. Prima di Lisert viene proiettato un filmato in cui alcune persone anziane (tra cui la nonna di Elisa) raccontano episodi della loro vita.
Alcune date iniziali del tour, previste dal 6 aprile 2010 in poi, sono in seguito slittate tra quelle finali, alle quali ne è stata aggiunta una a Mantova.

### Band
- Elisa: voce, tastiera e pianoforte
- Max Gelsi: basso
- Andrea Rigonat: chitarra elettrica, chitarra acustica
- Giacomo Castellano: chitarra elettrica
- Andrea Fontana: batteria
- Gianluca Ballarin: tastiera, sintetizzatore, organo Hammond, Fender Rhodes
- Simone Bertolotti: pianoforte, tastiera, chitarra acustica e glockenspiel
- Silvia Smaniotto e Nicole Pellicani: cori

### Staff
- Luca Tommassini: coreografie e regia
- Francesco Scognamiglio: costumi
- Ballerini: Jonathan Redavid, Kim Fasano, Irene Tavassi e Marcello Sacchetta
- Davide Dormino: scenografie e sculture
- Mamo Pozzoli: ideazione palco e disegno luci
- Alessandro Baronio: maschere

### Scaletta
1. Intro
2. Vortexes
3. Anche se non trovi le parole
4. Eleanor Rigby (cover dei The Beatles)
5. This Knot
6. Stay
7. Coincidences
8. Eppure sentire (un senso di te)
9. The Big Dipper
10. Someone to Love
11. Una poesia anche per te
12. Poems by God
13. Lisert
14. Mad World (cover dei Tears for Fears)
15. Luce (tramonti a nord est)
16. Forgiveness
17. Dancing (*)
18. Heaven Out of Hell
19. Rainbow
20. Gli ostacoli del cuore
21. Pour que l'Amour me Quitte (cover di Camille)
22. Broken
23. Wuthering Heights (cover di Kate Bush) (**)
24. Qualcosa che non c'è
25. The Waves
26. Guitar War (strumentale)
27. Labyrinth
28. Cure Me
29. Medley:

- Your Manifesto
- Time
- Beat It (cover di Michael Jackson)
- Your Manifesto (finale)

Encore
1. Ti vorrei sollevare
2. Together

(*) Eseguita solo nelle date di Conversano, Acireale, Genova, Padova, Milano, Bologna, Torino e Firenze.
(**) Eseguita solo nelle date di Genova, Milano e Bologna.

### Date
| Data           | Città      | Luogo                | Note                         |
| -------------- | ---------- | -------------------- | ---------------------------- |
| 14 aprile 2010 | Conegliano | Zoppas Arena         | (*) Sold out                 |
| 16 aprile 2010 | Roma       | PalaLottomatica      | (ospite: Paola Cortellesi)   |
| 19 aprile 2010 | Caserta    | PalaMaggiò           | Sold out                     |
| 21 aprile 2010 | Conversano | Pala San Giacomo     |                              |
| 23 aprile 2010 | Acireale   | PalaTupparello       | Sold out                     |
| 3 maggio 2010  | Genova     | Vaillant Palace      | Sold out                     |
| 5 maggio 2010  | Torino     | Palasport Olimpico   |                              |
| 7 maggio 2010  | Padova     | Palasport Tre Pini   | Sold out                     |
| 10 maggio 2010 | Perugia    | PalaEvangelisti      |                              |
| 12 maggio 2010 | Modena     | PalaPanini           | Sold out                     |
| 14 maggio 2010 | Milano     | Mediolanum Forum     | (ospite: Giuliano Sangiorgi) |
| 16 maggio 2010 | Ancona     | PalaRossini          | (*)                          |
| 18 maggio 2010 | Bologna    | Futurshow Station    | (*)                          |
| 20 maggio 2010 | Firenze    | Nelson Mandela Forum | (*)                          |
| 22 maggio 2010 | Mantova    | PalaBam              | Sold out                     |

(*) date posticipate

### Heart - Alive Summer Tour
Heart - Alive Summer Tour è il tredicesimo tour della cantautrice italiana Elisa, a supporto del suo sesto album in studio Heart, pubblicato in Italia il 13 novembre 2009. 
Le date del tour in totale sono 11. La data di Trieste è stata realizzata in collaborazione con FVG Turismo, Azalea Promotion e Comune di Trieste ed è stata l'occasione per un gesto di solidarietà a favore della ONLUS Il Focolare, cui è stata devoluta parte degli incassi della serata.

### Band
- Elisa: voce e chitarra acustica
- Max Gelsi: basso
- Andrea Rigonat: chitarra elettrica, chitarra acustica
- Giacomo Castellano: chitarra elettrica
- Andrea Fontana: batteria
- Gianluca Ballarin: tastiera, sintetizzatore, organo Hammond, Fender Rhodes
- Simone Bertolotti: pianoforte, tastiera e chitarra acustica
- Silvia Smaniotto, Nicole Pellicani e Betty Maineri: cori

### Scaletta
1. This Knot
2. Anche se non trovi le parole
3. Stay
4. Ti vorrei sollevare
5. Heaven Out of Hell
6. Eppure sentire (un senso di te)
7. Someone to Love
8. Luce (tramonti a nord est)
9. Lisert
10. Mad World (cover dei Tears For Fears)
11. The Waves
12. Una poesia anche per te
13. Qualcosa che non c'è
14. Broken
15. Rock Your Soul (versione Lotus)
16. Hallelujah (cover di Leonard Cohen)
17. Mercedes Benz (cover di Janis Joplin) (*)
18. A Prayer
19. Labyrinth (versione Lotus)
20. Rainbow
21. Gli ostacoli del cuore
22. Almeno tu nell'universo (**)
23. Together
24. Your Manifesto

Encore
1. Forgiveness
2. Redemption Song (cover di Bob Marley)

(*) Eseguita come tredicesima alla data di Parma.

(**) Non eseguita alle date di Trieste, Milano, Alghero, Torre del Lago e Catanzaro.

### Date
| Data              | Città                  | Luogo                 | Note                       |
| ----------------- | ---------------------- | --------------------- | -------------------------- |
| 11 luglio 2010    | Morbegno               |                       | (data zero)                |
| 13 luglio 2010    | Milano                 | Arena Civica          |                            |
| 15 luglio 2010    | Parma                  | Parco Ducale          |                            |
| 17 luglio 2010    | Trieste                | Piazza Unità d'Italia |                            |
| 20 luglio 2010    | Torre del Lago Puccini |                       |                            |
| 22 luglio 2010    | Cagliari               | Anfiteatro romano     | 10.000 / 10.000 (sold out) |
| 24 luglio 2010    | Alghero                | Anfiteatro            | 4.000 / 4.000 (sold out)   |
| 7 settembre 2010  | Aosta                  | Piazza Émile Chanoux  |                            |
| 10 settembre 2010 | Verona                 | Arena di Verona       | 10.000 / 10.000 (sold out) |
| 13 settembre 2010 | Catanzaro              | Area Magna Graecia    |                            |
| 15 settembre 2010 | Taormina               | Teatro antico         | 5.000 / 5.000 (sold out)   |

## Ivy I & II Tour
Ivy I & II Tour è il quattordicesimo tour della cantautrice italiana Elisa, a supporto del suo settimo album in studio Ivy, pubblicato in Italia il 30 novembre 2010. Le date del tour, in totale, sono 54. Questo è il tour più lungo di tutta la carriera di Elisa.
Il concerto dell'ultima data, tenutosi il 23 maggio 2011 al teatro Romolo Valli di Reggio Emilia, è stato trasmesso in diretta in streaming attraverso il sito web del Corriere della Sera.

### Band
- Elisa: voce, tastiera, organo Hammond, chitarra acustica, marimba, percussioni, flauto traverso
- Max Gelsi: basso
- Andrea Rigonat: chitarra elettrica, chitarra acustica, marimba
- Alessandro De Crescenzo: chitarra elettrica
- Andrea Fontana: batteria, percussioni, vibrofono
- Gianluca Ballarin: tastiera, sintetizzatore, organo Hammond, armonium, Fender Rhodes e marimba
- Simone Bertolotti: pianoforte, mellotron e chitarra acustica
- Piccolo Coro Artemìa: coro
- Silvia Smaniotto, Roberta Montanari, Alexia Pillepich e Nicole Pellicani: Vocalist

### Scaletta
Ivy I - "Acqua"
1. Lullaby
2. Nostalgia
3. Creature
4. Dancing
5. Heaven Out of Hell
6. Asile's World
7. Sometime Ago
8. Happiness is home
9. Qualcosa che non c'è
10. Fresh Air
11. Fairy Girl
12. Cuore amore (cover degli Üstmamò)
13. Rainbow
14. It Is What It Is
15. Little Eye
16. 1979 (cover degli The Smashing Pumpkins)
17. Ti vorrei sollevare
18. Cure Me
19. Gli ostacoli del cuore
20. Luce (tramonti a nord est)
21. Labyrinth

Ivy II - "Fuoco"
1. I Never Came (cover dei Queens of the Stone Age)
2. Sometime Ago
3. Eppure sentire (un senso di te)
4. Gift
5. Chameleon
6. Ho messo via (cover di Ligabue)
7. Rock your soul
8. Luce (tramonti a nord est)
9. Nostalgia
10. Stranger
11. Almeno tu nell'universo (cover di Mia Martini)
12. Femme Fatale (cover dei The Velvet Underground)
13. Interlude
14. A Prayer
15. Labyrinth
16. Ti vorrei sollevare
17. Medley:

- I Know
- Bitter Words

1. Gli ostacoli del cuore
2. Broken
3. Together

### Date
| Data           | Città             | Luogo                          | Note                     |
| -------------- | ----------------- | ------------------------------ | ------------------------ |
| 1º marzo 2011  | Orvieto           | Teatro Mancinelli              | (data zero)              |
| 4 marzo 2011   | Roma              | Auditorium Conciliazione       | Sold out                 |
| 5 marzo 2011   | Roma              | Auditorium Conciliazione       | Sold out                 |
| 7 marzo 2011   | Montecatini Terme | Teatro Verdi                   | Sold out                 |
| 8 marzo 2011   | Bologna           | Teatro Manzoni                 | Sold out                 |
| 9 marzo 2011   | Bologna           | Teatro Manzoni                 | Sold out                 |
| 11 marzo 2011  | Ancona            | Teatro delle Muse              | Sold out                 |
| 12 marzo 2011  | Ancona            | Teatro delle Muse              | Sold out                 |
| 14 marzo 2011  | Mantova           | Teatro Sociale                 | Sold out                 |
| 15 marzo 2011  | Mantova           | Teatro Sociale                 |                          |
| 17 marzo 2011  | Milano            | Teatro degli Arcimboldi        | 2.340 / 2.340 (sold out) |
| 18 marzo 2011  | Milano            | Teatro degli Arcimboldi        | 2.340 / 2.340 (sold out) |
| 19 marzo 2011  | Milano            | Teatro degli Arcimboldi        | 2.340 / 2.340 (sold out) |
| 21 marzo 2011  | Trieste           | Politeama Rossetti             |                          |
| 22 marzo 2011  | Belluno           | Teatro Comunale                |                          |
| 24 marzo 2011  | Saint-Vincent     | Palais Saint Vincent           |                          |
| 26 marzo 2011  | Pavia             | Teatro Fraschini               | Sold out                 |
| 27 marzo 2011  | Pavia             | Teatro Fraschini               | Sold out                 |
| 28 marzo 2011  | Varese            | Teatro Varese                  |                          |
| 30 marzo 2011  | Venezia           | Teatro Goldoni                 |                          |
| 31 marzo 2011  | Venezia           | Teatro Goldoni                 |                          |
| 2 aprile 2011  | Brescia           | Teatro Grande                  |                          |
| 3 aprile 2011  | Udine             | Teatro Nuovo Giovanni da Udine | Sold out                 |
| 4 aprile 2011  | Udine             | Teatro Nuovo Giovanni da Udine | Sold out                 |
| 6 aprile 2011  | Como              | Teatro Sociale                 |                          |
| 7 aprile 2011  | Como              | Teatro Sociale                 |                          |
| 9 aprile 2011  | Torino            | Auditorium del Lingotto        |                          |
| 10 aprile 2011 | Torino            | Auditorium del Lingotto        |                          |
| 12 aprile 2011 | Ravenna           | Teatro Dante Alighieri         |                          |
| 13 aprile 2011 | Ravenna           | Teatro Dante Alighieri         |                          |
| 14 aprile 2011 | Cremona           | Teatro Ponchielli              |                          |
| 16 aprile 2011 | Brescia           | Teatro Grande                  |                          |
| 17 aprile 2011 | Bergamo           | Teatro Gaetano Donizetti       |                          |
| 20 aprile 2011 | Verona            | Teatro Filarmonico             |                          |
| 21 aprile 2011 | Verona            | Teatro Filarmonico             |                          |
| 22 aprile 2011 | Trieste           | Politeama Rossetti             |                          |
| 26 aprile 2011 | Milano            | Teatro degli Arcimboldi        |                          |
| 29 aprile 2011 | Padova            | Gran Teatro Geox               | Sold out                 |
| 30 aprile 2011 | Padova            | Gran Teatro Geox               | Sold out                 |
| 2 maggio 2011  | Ferrara           | Teatro comunale                |                          |
| 3 maggio 2011  | Livorno           | Teatro Goldoni                 |                          |
| 4 maggio 2011  | Livorno           | Teatro Goldoni                 |                          |
| 6 maggio 2011  | Eboli             | Gran Teatro Pala Sele          |                          |
| 7 maggio 2011  | Roma              | GranTeatro                     | Sold out                 |
| 9 maggio 2011  | Napoli            | Teatro Augusteo                |                          |
| 10 maggio 2011 | Napoli            | Teatro Augusteo                |                          |
| 12 maggio 2011 | Catania           | Teatro Metropolitan            |                          |
| 13 maggio 2011 | Catania           | Teatro Metropolitan            |                          |
| 15 maggio 2011 | Bari              | Teatro Petruzzelli             |                          |
| 17 maggio 2011 | Firenze           | Teatro Verdi                   | Sold out                 |
| 18 maggio 2011 | Firenze           | Teatro Verdi                   | Sold out                 |
| 20 maggio 2011 | Genova            | Teatro Carlo Felice            |                          |
| 22 maggio 2011 | Reggio Emilia     | Teatro Romolo Valli            |                          |
| 23 maggio 2011 | Reggio Emilia     | Teatro Romolo Valli            |                          |

## L'anima vola tour
L'anima vola Tour è il quindicesimo tour della cantautrice italiana Elisa, a supporto del suo primo album in italiano L'anima vola pubblicato in Italia il 15 ottobre 2013. Le date del tour in totale sono 24.
L'anima vola Tour si presenta curato nei minimi dettagli. Un live innovativo con un palco che porta l'artista ad abbracciare il suo pubblico, arrivando tra le prime file del parterre. Un concerto nel quale coesistono il semi-acustico e il rock con chitarra al collo: le due anime di Elisa. La scenografia scelta per questo tour prevedeva un palco enorme, una passerella a forma di «E» specchiata, un megaschermo che si divide in otto parti mobili. Presenti anche molti cambi d'abito, tutti ideati dalla cantautrice veneto giuliana. Questa scenografia è presente unicamente nella prima parte del tour, quella che va dal 5 marzo al 29 marzo. In estate, cambia la scaletta, che varia da concerto a concerto, cambia la scenografia, tornando ad un palco più classico ed essenziale, e cambia anche parte della band.

### Band nei concerti nei palasport e all'Arena di Verona (5 marzo - 29 marzo)
- Elisa: voce, chitarra acustica, chitarra elettrica, pianoforte, percussioni
- Andrea Rigonat: chitarra elettrica, chitarra acustica
- Curt Schneider: basso
- Christian "Noochie" Rigano: tastiera, sintetizzatore, sequencer, programmazione elettronica
- Gianluca Ballarin: pianoforte, tastiera, organo Hammond, Fender Rhodes
- Victor Indrizzo: batteria
- Lidia Schillaci, Roberta Montanari e Bridget Cady: cori

### Band nei concerti estivi
- Elisa: voce, chitarra acustica, chitarra elettrica, pianoforte
- Andrea Rigonat: chitarra elettrica, chitarra acustica
- Giacomo Da Ros: basso
- Gianluca Ballarin: tastiera, pianoforte, sintetizzatore, organo Hammond, Fender Rhodes, sequencer, programmazione elettronica
- Andrea Fontana: batteria

### Scaletta per i concerti nei palasport (5 marzo - 29 marzo) e all'Arena di Verona
Di seguito vengono elencante le canzoni scelte per la scaletta di tutti i concerti nei palasport e per l'evento finale all'Arena di Verona.
1. Non fa niente ormai
2. Un filo di seta negli abissi
3. Lontano da qui
4. Pagina bianca
5. A modo tuo
6. L'anima vola
7. Labyrinth
8. Bridge Opera Butterfly
9. Qualcosa che non c`è
10. Dancing
11. E scopro cos'è la felicità
12. Ecco che
13. Luce (tramonti a nord-est)
14. Rainbow
15. Preludio Django
16. Ancora qui
17. Preludio
18. Eppure Sentire
19. Heaven Out of Hell
20. Elisa alla chitarra esegue brani su richiesta del pubblico
21. Broken
22. Ti vorrei sollevare
23. Una poesia anche per te
24. Rock Your Soul
25. Prayer
26. Maledetto Labirinto
27. Stay
28. Gli ostacoli del cuore
29. Together

Encore
1. It Is What It Is
2. Cure Me

### Scaletta nei concerti estivi
Variabile da concerto a concerto

### Date
| Data               | Città               | Luogo                       | Biglietti disponibili / Biglietti venduti            |
| ------------------ | ------------------- | --------------------------- | ---------------------------------------------------- |
| 5 marzo 2014       | Conegliano          | Zoppas Arena                | 5.500 / 5.000 (sold out)                             |
| 8 marzo 2014       | Padova              | PalaFabris                  | 5.400 / 5.400 (sold out)                             |
| 10 marzo 2014      | Torino              | PalaAlpitour                |                                                      |
| 11 marzo 2014      | Genova              | 105 Stadium (Genova)        | 5.000 / 5.000 (sold out)                             |
| 13 marzo 2014      | Firenze             | Nelson Mandela Forum        | ~ 6.500 / 7.000                                      |
| 15 marzo 2014      | Roma                | PalaLottomatica             | 8.000 / 8.000 (sold out)                             |
| 16 marzo 2014      | Bari                | PalaFlorio                  |                                                      |
| 18 marzo 2014      | Napoli              | Pala Partenope              | ~ 5.800 / 6.000                                      |
| 19 marzo 2014      | Pescara             | Palasport Giovanni Paolo II | 2.500 / 2.500 (sold out)                             |
| 21 marzo 2014      | Perugia             | PalaEvangelisti             |                                                      |
| 22 marzo 2014      | Bologna             | Unipol Arena                | 14.000 / 14.000 (sold out) - Viene registrato il DVD |
| 24 marzo 2014      | Assago              | Mediolanum Forum            | 13.000 / 13.000 (sold out)                           |
| 25 marzo 2014      | Assago              | Mediolanum Forum            | ~ 12.500 / 13.000                                    |
| 27 marzo 2014      | Montichiari         | PalaGeorge                  | 5.000 / 5.000 (sold out)                             |
| 29 marzo 2014      | Trieste             | PalaTrieste                 | ~ 5.800 / 6.000                                      |
| 29 giugno 2014     | Genk (Belgio)       | Genk On Stage               |                                                      |
| 4 luglio 2014      | Rimini              | Notte rosa (evento)         | ~ 50.000 (evento gratuito)                           |
| 12 luglio 2014     | Malaga (Spagna)     | 101 Sun Festival            |                                                      |
| 15 luglio 2014     | Campione d'Italia   | Piazza Maestri Campionesi   |                                                      |
| 17 luglio 2014     | Lucca               | Piazza Napoleone            | Lucca Summer Festival 5.000 / 5.000 (sold out)       |
| 19 luglio 2014     | Barolo              | Piazza Colbert              | 12.000 / 12.000 (sold out)                           |
| 25 luglio 2014     | Piazzola sul Brenta | Villa Contarini             |                                                      |
| 26 luglio 2014 (*) | Monfalcone          | Lido di Marina Julia        | Annullato a causa del maltempo                       |
| 27 settembre 2014  | Verona              | Arena di Verona             | 12.000 / 12.000 (sold out)                           |

(*) date annullate

## L'anima vola Live in the Clubs
L'anima vola Live in the Clubs è il sedicesimo tour della cantautrice italiana Elisa, a supporto del suo primo album in italiano L'anima vola (2013). Le date del tour in totale sono 10 (in origine 11).
In questo tour Elisa ha scelto di esibirsi in location dall'atmosfera più intima e nelle quali pubblico e musica sono protagonisti. Tra le tappe previste in Italia la cantautrice ha incluso anche Roma e Milano, mentre tra le principali città europee ha scelto anche Londra, Madrid e Parigi.
Sul palco de L'anima vola Live in the Clubs, assieme ad Elisa, ha suonato la band formata da Andrea Rigonat alla chitarra, Victor Indrizzo alla batteria, Curt Schneider al basso e Christian Rigano alle tastiere. I cori sono eseguiti da Bridget Cady, Roberta Montanari e Lidia Schillaci.

### Scaletta
1. Intro – Fairy Girl
2. Lontano da qui
3. Pagina bianca
4. L'anima vola
5. The Waves
6. Rainbow
7. Labyrinth
8. Pugni sotto la cintura
9. A modo tuo
10. Eppure sentire (Un senso di te)
11. Dancing
12. Heaven out of hell
13. Broken
14. Ti vorrei sollevare
15. Una poesia anche per te
16. Luce (tramonti a nord-est)

Canzoni a richiesta
1. Maledetto labirinto
2. Stay
3. Gli ostacoli del cuore
4. Together

Encore
1. It Is What It Is
2. Cure Me

## On Tour
L'On Tour è il diciassettesimo tour della cantautrice italiana Elisa, a supporto del suo nono album in studio, On.

### Date del tour
| Data             | Città       | Nazione | Luogo                       | Opening act & ospiti                                                 | Biglietti venduti / Biglietti totali |
| ---------------- | ----------- | ------- | --------------------------- | -------------------------------------------------------------------- | ------------------------------------ |
| 8 novembre 2016  | Jesolo      | Italia  | Pala Arrexx                 | -                                                                    | Sold Out                             |
| 11 novembre 2016 | Firenze     | Italia  | Nelson Mandela Forum        | Ospiti: Renato Zero                                                  | Sold Out                             |
| 12 novembre 2016 | Livorno     | Italia  | Modigliani Forum            | -                                                                    | -                                    |
| 14 novembre 2016 | Torino      | Italia  | PalaAlpitour                | Opening act: Ermal Meta                                              | -                                    |
| 15 novembre 2016 | Genova      | Italia  | 105 Stadium                 | Opening act: Ermal Meta                                              | -                                    |
| 19 novembre 2016 | Roma        | Italia  | PalaLottomatica             | Ospiti: Giuliano Sangiorgi e Emma Marrone Opening act: Lele Esposito | Sold out                             |
| 20 novembre 2016 | Roma        | Italia  | PalaLottomatica             | Opening act: Lele Esposito                                           | -                                    |
| 22 novembre 2016 | Bologna     | Italia  | Unipol Arena                | Opening act: Ermal Meta                                              | -                                    |
| 23 novembre 2016 | Montichiari | Italia  | PalaGeorge                  | -                                                                    | -                                    |
| 25 novembre 2016 | Milano      | Italia  | Mediolanum Forum            | Opening act: Lele Esposito                                           | Sold out                             |
| 26 novembre 2016 | Milano      | Italia  | Mediolanum Forum            | Opening act: Lele Esposito                                           | -                                    |
| 28 novembre 2016 | Padova      | Italia  | Kioene Arena                | Opening act: Ermal Meta                                              | Sold Out                             |
| 29 novembre 2016 | Padova      | Italia  | Kioene Arena                | Opening act: Ermal Meta                                              | -                                    |
| 1 dicembre 2016  | Pescara     | Italia  | Palasport Giovanni Paolo II | -                                                                    | -                                    |
| 3 dicembre 2016  | Napoli      | Italia  | PalaPartenope               | Opening act: Lele Esposito                                           | Sold out                             |
| 4 dicembre 2016  | Bari        | Italia  | PalaFlorio                  | -                                                                    | -                                    |
| 7 dicembre 2016  | Acireale    | Italia  | PalaTupparello              | -                                                                    | -                                    |

### Concerti annullati
| Data            | Città           | Nazione | Luogo         |
| --------------- | --------------- | ------- | ------------- |
| 6 dicembre 2016 | Reggio Calabria | Italia  | PalaCalafiore |

### Band
- Elisa: voce, chitarra acustica, chitarra elettrica, pianoforte, percussioni
- Andrea Rigonat: chitarra elettrica, chitarra acustica
- Curt Schneider: basso
- Christian "Noochie" Rigano: pianoforte, tastiera, sintetizzatore, organo Hammond, Fender Rhodes, sequencer, programmazione elettronica
- Victor Indrizzo: batteria
- Jessica Childress e Sharlotte Gibson: cori

### Scaletta
1. Intro + Bad Habits
2. No Hero
3. Catch the light
4. Ready Now
5. Stay
6. Bruciare per te
7. L'anima vola
8. Eppure sentire (un senso di te)
9. Qualcosa che non c'è
10. The Window
11. Broken
12. Ti vorrei sollevare
13. Almeno tu nell'universo
14. Heaven Out of Hell
15. Luce (tramonti a nord-est)
16. A modo tuo
17. Yashal
18. Hallelujah
19. Love Me Forever
20. Peter Pan
21. Labyrinth
22. Together
23. Rainbow
24. With the hurt
25. Gli ostacoli del cuore
26. Cure me

## UK-Ireland Tour
Lo UK-Ireland Tour è un tour della cantautrice italiana Elisa, a supporto del suo nono album in studio On.

### Date del tour
| Data             | Città      | Stato       | Luogo                  |
| ---------------- | ---------- | ----------- | ---------------------- |
| 17 febbraio 2017 | Glasgow    | Regno Unito | O2 ABC Glasgow         |
| 19 febbraio 2017 | Manchester | Regno Unito | Gorilla                |
| 21 febbraio 2017 | Dublino    | Irlanda     | Academy 2              |
| 23 febbraio 2017 | Londra     | Regno Unito | Shepherd's Bush Empire |

## Together Here We Are
Il Together Here We Are è un tour della cantautrice italiana Elisa per festeggiare il ventennale di carriera.
Il tour si è svolto interamente all'Arena di Verona in quattro date dal 12 al 16 settembre. Le quattro date hanno visto una tematizzazione musicale, coordinate dalla stessa Elisa: la prima data Pop-Rock, con direzione artistica di Andrea Rigonat, la seconda Acustica-Gospel diretta da Gianluca Ballarin e due Orchestra, con la direzione di Patrick Warren. Gli arrangiamenti dei brani sono stati curati dalla stessa Elisa assieme a Gianluca Ballarin, con la partecipazione dell'Orchestra Nazionale dei giovani dei Conservatori diretta da Alessandro Cadario e coordinata da Fabrizio Bianco, e da due cori: un coro di voci bianche, precedentemente presente nell'album Ivy della cantante, e il The London Community  Gospel Choir. Gli spettacoli hanno visto la partecipazione di un corpo di ballo coreografato da Veronica Peparini.

### Data zero
Le quattro date all'Arena di Verona vengono anticipate da un'unica data Zero nel Modigliani Forum, a Livorno, il 9 settembre 2017.

### Date del tour
| Data              | Città  | Luogo           | Tipo di serata    | Ospiti & Opening act | Biglietti venduti |
| ----------------- | ------ | --------------- | ----------------- | --- | ----------------- |
| 12 settembre 2017 | Verona | Arena di Verona | Pop - Rock        | Ospiti: Giuliano Sangiorgi, Emma, Giorgia, LP, Francesco Renga, Tommaso Paradiso, Loredana Bertè e Alessandra Amoroso Opening Act: Giada Pilloni | SOLD OUT          |
| 13 settembre 2017 | Verona | Arena di Verona | Acustica - Gospel | Ospiti: Luca Carboni, Federico Zampaglione, Francesco De Gregori, Fabri Fibra e Jack Savoretti                                                   | SOLD OUT          |
| 15 settembre 2017 | Verona | Arena di Verona | Orchestra         | Ospiti: Francesca Michielin, Gianna Nannini, Mario Biondi, Renato Zero e Mauro Pagani                                                            | SOLD OUT          |
| 16 settembre 2017 | Verona | Arena di Verona | Orchestra         | Ospiti: Gino Paoli, Ornella Vanoni, Ermal Meta, Carmen Consoli e Fiorella Mannoia Opening Act: STAG                                              | SOLD OUT          |

### Scaletta Serata Pop - Rock
1. Intro
2. Ogni Istante
3. Labyrinth con ballerini
4. No Hero con ballerini
5. The Waves
6. Stay
7. L'anima vola
8. Una poesia anche per te
9. Ti vorrei sollevare ft. Giuliano Sangiorgi
10. Sorrido già ft. Giuliano Sangiorgi & Emma
11. Comunque Andare ft. Alessandra Amoroso
12. Anima Fragile ft. Tommaso Paradiso
13. Sleeping in your hand
14. Rainbow
15. Bruciare per te con ballerini
16. Dancing con ballerini
17. Vivendo adesso ft. Francesco Renga
18. Eppure Sentire
19. Heaven out of hell
20. Luce ft. Giorgia
21. A modo tuo
22. Almeno tu nell'universo ft. Loredana Bertè
23. Strange ft. LP
24. Medley con coro gospel:
  1. Mad World
  2. Joy
  3. Fever
25. Together con ballerini e coro gospel
26. Cure Me con ballerini e coro gospel
27. She Loves You Eli solo GTR
28. Ostacoli del cuore
29. Yours to keep

### Scaletta Serata Acustica - Gospel
1. Intro con coro gospel
2. Hallelujah con coro gospel
3. Broken
4. Ti vorrei sollevare
5. L'anima vola
6. Per me è importante ft. Federico Zampaglione
7. Gift
8. A modo tuo
9. Intro bicchieri con voci bianche
10. Rainbow con voci bianche
11. Buonanotte Fiorellino ft. Francesco De Gregori con voci bianche
12. Una poesia anche per te con voci bianche
13. Heaven out of hell con coro gospel
14. The Marriage con coro gospel
15. Rock your soul con coro gospel
16. Luce con coro gospel
17. Yashal con coro gospel
18. The other side of love ft. Jack Savoretti con coro gospel
19. No Hero con coro gospel
20. Anche se non trovi le parole ft. Fabri Fibra con coro gospel e voci bianche
21. Eppure Sentire con coro gospel e voci bianche
22. Vieni a vivere con me ft. Luca Carboni con coro gospel e voci bianche
23. A Prayer con coro gospel e voci bianche
24. Labyrinth con coro gospel e voci bianche
25. Gli ostacoli del cuore con coro gospel e voci bianche
26. Sailing ft. Jack Savoretti con coro gospel e voci bianche

### Scaletta Serata Orchestra(1 di 2)
1. Dancing
2. Creature
3. Rainbow
4. Qualcosa che non c'è
5. Stay
6. Luce
7. Distratto ft. Francesca Michielin
8. L'Amore esiste ft. Francesca Michielin
9. Almeno tu nell'universo
10. A modo tuo
11. Ghost Song
12. Indian Summer
13. A feast for me ft. Mauro Pagani
14. Forgiveness
15. Caruso con ballerini
16. The Waves
17. Eppure Sentire
18. No Hero
19. Fly me to the moon ft. Mario Biondi
20. You've got a friend ft. Gianna Nannini
21. Ogni tanto ft. Gianna Nannini
22. L'Anima vola
23. Together
24. Gli ostacoli del cuore
25. Il cielo ft. Renato Zero

### Scaletta Serata Orchestra(2 di 2)
1. Stranger
2. Rainbow
3. Qualcosa che non c'è
4. Dancing con ballerini
5. Il cielo in una stanza ft. Gino Paoli
6. Un filo di seta negli abissi
7. Stay
8. Luce
9. Piccola Anima ft. Ermal Meta
10. Almeno tu nell'universo
11. A modo tuo
12. Ghost Song
13. Indian Summer
14. L'appuntamento ft. Ornella Vanoni
15. Io so che ti amerò ft. Carmen Consoli & Ornella Vanoni
16. Blunotte ft. Carmen Consoli
17. Caruso
18. The waves
19. Eppure Sentire
20. No Hero
21. L'Anima vola
22. Together
23. Gli ostacoli del cuore
24. Che sia benedetta ft. Fiorella Mannoia

## European Tour 2018
L'European Tour 2018 è un tour della cantautrice italiana Elisa. Si tratta del terzo tour ad attraversare il continente europeo ad eccezione dell'Italia.
| Data           | Città             | Nazione     | Luogo       | Note     |
| -------------- | ----------------- | ----------- | ----------- | -------- |
| 8 aprile 2018  | Londra            | Regno Unito | Jazz Cafè   | Sold out |
| 9 maggio 2018  | Monaco di Baviera | Germania    | Strom       |          |
| 10 maggio 2018 | Berlino           | Germania    | Frannz Club |          |
| 11 maggio 2018 | Colonia           | Germania    | Luxor       |          |
| 13 maggio 2018 | Zurigo            | Svizzera    | Kaufleuten  | Sold out |
| 14 maggio 2018 | Parigi            | Francia     | Le Trabendo |          |
| 16 maggio 2018 | Bruxelles         | Belgio      | VK Concerts |          |

## Diari aperti live nei teatri
Il Diari aperti live nei teatri è un tour della cantautrice italiana Elisa, a supporto del suo decimo album di studio Diari aperti.
Il tour presenta un'unica data zero il 15 marzo a Latisana (Udine), presso il teatro Odeon della città. Opening Act: Terra Naomi e The Leading Guy.
| Data           | Città         | Nazione     | Luogo                         | Ospiti / Opening Act  | Biglietti venduti / Biglietti totali |
| -------------- | ------------- | ----------- | ----------------------------- | --------------------- | ------------------------------------ |
| 18 marzo 2019  | Firenze       | Italia      | Teatro Verdi                  |                       | 1.538/1.538                          |
| 19 marzo 2019  | Firenze       | Italia      | Teatro Verdi                  |                       | 1.538/1.538                          |
| 21 marzo 2019  | Bari          | Italia      | Teatro Team                   |                       | 2.056/2.056                          |
| 22 marzo 2019  | Bari          | Italia      | Teatro Team                   |                       | 2.056/2.056                          |
| 24 marzo 2019  | Marsala       | Italia      | Teatro Impero                 |                       | 1.200/1.200                          |
| 25 marzo 2019  | Catania       | Italia      | Teatro Metropolitan           |                       | 1.780/1.780                          |
| 27 marzo 2019  | Roma          | Italia      | Auditorium Parco della Musica |                       | 2.756/2.756                          |
| 28 marzo 2019  | Roma          | Italia      | Auditorium Parco della Musica | Ospite: De Gregori    | 2.756/2.756                          |
| 30 marzo 2019  | Napoli        | Italia      | Teatro Augusteo               |                       | 1.420/1.420                          |
| 31 marzo 2019  | Napoli        | Italia      | Teatro Augusteo               |                       | 1.420/1.420                          |
| 2 aprile 2019  | Milano        | Italia      | Teatro degli Arcimboldi       |                       | 2.346/2.346                          |
| 3 aprile 2019  | Milano        | Italia      | Teatro degli Arcimboldi       |                       | 2.346/2.346                          |
| 4 aprile 2019  | Milano        | Italia      | Teatro degli Arcimboldi       | Ospite: Paola Maugeri | 2.346/2.346                          |
| 6 aprile 2019  | Torino        | Italia      | Auditorium del Lingotto       |                       | 1.900/1.900                          |
| 7 aprile 2019  | Torino        | Italia      | Auditorium del Lingotto       |                       | 1.900/1.900                          |
| 9 aprile 2019  | Torino        | Italia      | Auditorium del Lingotto       |                       | 1.900/1.900                          |
| 11 aprile 2019 | Padova        | Italia      | Gran Teatro Geox              |                       | 2.500/2.500                          |
| 12 aprile 2019 | Padova        | Italia      | Gran Teatro Geox              |                       | 2.500/2.500                          |
| 13 aprile 2019 | Padova        | Italia      | Gran Teatro Geox              |                       | 2.500/2.500                          |
| 15 aprile 2019 | Parma         | Italia      | Teatro Regio                  |                       | 1.200/1.200                          |
| 16 aprile 2019 | Brescia       | Italia      | Gran Teatro Morato            |                       | 1.800/1.800                          |
| 17 aprile 2019 | Brescia       | Italia      | Gran Teatro Morato            |                       | 1.800/1.800                          |
| 19 aprile 2019 | Trieste       | Italia      | Teatro Rossetti               |                       | 1.531/1.531                          |
| 20 aprile 2019 | Trieste       | Italia      | Teatro Rossetti               |                       | 1.531/1.531                          |
| 23 aprile 2019 | Reggio Emilia | Italia      | Teatro Municipale Valli       |                       | 1.088/1.088                          |
| 24 aprile 2019 | Reggio Emilia | Italia      | Teatro Municipale Valli       |                       | 1.200/1.200                          |
| 26 aprile 2019 | Bergamo       | Italia      | Creberg Teatro                |                       | 1.526/1.526                          |
| 27 aprile 2019 | Bergamo       | Italia      | Creberg Teatro                |                       | 1.526/1.526                          |
| 29 aprile 2019 | Cesena        | Italia      | Nuovo Teatro Carisport        |                       | Sold Out                             |
| 30 aprile 2019 | Cesena        | Italia      | Nuovo Teatro Carisport        |                       | Sold Out                             |
| 2 maggio 2019  | Bologna       | Italia      | Teatro Europauditorium        | Ospite: Calcutta      | 1.348/1.348                          |
| 3 maggio 2019  | Bologna       | Italia      | Teatro Europauditorium        |                       | 1.348/1.348                          |
| 4 maggio 2019  | Bologna       | Italia      | Teatro Europauditorium        |                       | 1.348/1.348                          |
| 6 maggio 2019  | Milano        | Italia      | Teatro degli Arcimboldi       |                       | 2.346/2.346                          |
| 7 maggio 2019  | Milano        | Italia      | Teatro degli Arcimboldi       |                       | 2.346/2.346                          |
| 9 maggio 2019  | Saint-Vincent | Italia      | Palais di Saint-Vincent       |                       | 1.300/1.300                          |
| 11 maggio 2019 | Firenze       | Italia      | Teatro Verdi                  |                       | 1.538/1.538                          |
| 12 maggio 2019 | Firenze       | Italia      | Teatro Verdi                  |                       | 1.538/1.538                          |
| 14 maggio 2019 | Genova        | Italia      | Teatro Carlo Felice           |                       | 2.000/2.000                          |
| 17 maggio 2019 | Sassari       | Italia      | Teatro Comunale               |                       | 1.421/1.421                          |
| 18 maggio 2019 | Cagliari      | Italia      | Fiera                         |                       | Sold Out                             |
| 19 maggio 2019 | Cagliari      | Italia      | Fiera                         |                       | Sold Out                             |
| 22 maggio 2019 | Bari          | Italia      | Teatro Team                   |                       | 2.056/2.056                          |
| 24 maggio 2019 | Roma          | Italia      | Auditorium Parco della Musica | Ospite: Carl Brave    | 2.756/2.756                          |
| 25 maggio 2019 | Roma          | Italia      | Auditorium Parco della Musica | Ospite: De gregori    | 2.756/2.756                          |
| 27 maggio 2019 | Torino        | Italia      | Auditorium del Lingotto       |                       | 1.900/1.900                          |
| 28 maggio 2019 | Padova        | Italia      | Gran Teatro Geox              |                       | 2.500/2.500                          |
| 30 maggio 2019 | Bergamo       | Italia      | Creberg Teatro                |                       | 1.526/1.526                          |
| 31 maggio 2019 | Trieste       | Italia      | Teatro Rossetti               |                       | 1.531/1.531                          |
| 20 luglio 2019 | Colonia       | Germania    | Luxor                         |                       |                                      |
| 21 luglio 2019 | Hannover      | Germania    | Musikzentrum                  |                       |                                      |
| 23 luglio 2019 | Oslo          | Norvegia    | Blaa                          |                       | Sold out                             |
| 25 luglio 2019 | Amburgo       | Germania    | Fabrikk                       |                       |                                      |
| 26 luglio 2019 | Bellinzona    | Svizzera    | Castle on air                 |                       |                                      |
| 30 luglio 2019 | Londra        | Regno Unito | Union Chapel                  |                       | Sold out                             |
| 2 agosto 2019  | Edimburgo     | Regno Unito | The liquid room               |                       |                                      |

### Scaletta
Alcuni brani cambiano di data in data. In linea generale questa è stata la scaletta:
1. Come fosse adesso
2. Promettimi
3. Anche fragile
4. Tua per sempre
5. Eppure sentire (un senso di te)
6. Heaven out of hell
7. Luce (tramonti a nord-est)
8. 7 times
9. Dancing
10. Quelli che restano
11. Se piovesse il tuo nome
12. L’anima vola
13. Stay
14. Rainbow
15. A prayer
16. Vivere tutte le vite
17. L’estate è già fuori
18. Medley: 
  1. Broken
  2. Labyrinth
  3. Cure me
  4. No hero
19. Together
20. Tutta un’altra storia
21. Gli ostacoli del cuore
22. A modo tuo

## Diari aperti live nei palasport
Il Diari aperti live nei palasport è un tour della cantautrice italiana Elisa, a supporto della riedizione Diari aperti (segreti svelati) con complessivamente 21 tracce derivanti dal decimo album Diari aperti e l'EP Secret Diaries.

### Scaletta
1. Quelli che restano
2. Promettimi
3. Anche fragile
4. Tua per sempre
5. Blu part 2
6. Eppure sentire
7. Heaven Out Of Hell
8. Luce (Tramonti a Nord-Est)
9. The Waves
10. Ogni istante
11. My America
12. In piedi
13. Se piovesse il tuo nome
14. L’anima vola
15. Stay
16. A Parallel world
17. Rainbow
18. A prayer
19. Vivere tutte le vite
20. Medley:
  1. Broken
  2. Labyrinth
  3. Cure Me
  4. No Hero
21. Soul
22. Together
23. Tutta un’altra storia
24. Gli ostacoli del cuore
25. A modo tuo

### Date del tour
| Data             | Città   | Stato  | Luogo                  | Note                                                      |
| ---------------- | ------- | ------ | ---------------------- | --------------------------------------------------------- |
| 19 novembre 2019 | Jesolo  | Italia | PalaInvent             | Data zero                                                 |
| 25 novembre 2019 | Torino  | Italia | PalaAlpitour           |                                                           |
| 27 novembre 2019 | Milano  | Italia | Mediolanum Forum       | Ospite: - Rkomi                                           |
| 30 novembre 2019 | Brescia | Italia | Brixia Forum           |                                                           |
| 4 dicembre 2019  | Bari    | Italia | PalaFlorio             |                                                           |
| 6 dicembre 2019  | Catania | Italia | PalaCatania            |                                                           |
| 9 dicembre 2019  | Bologna | Italia | Unipol Arena           |                                                           |
| 12 dicembre 2019 | Firenze | Italia | Nelson Mandela Forum   |                                                           |
| 17 dicembre 2019 | Roma    | Italia | Palazzetto dello Sport | Ospiti: - Francesco De Gregori - Brunori Sas - Carl Brave |

## Back to the Future Live Tour
Il Back to the Future Live Tour è un tour della cantautrice italiana Elisa, a supporto del suo undicesimo album in studio Ritorno al futuro/Back to the Future.
Nel febbraio 2022 viene annunciato che Elisa avrebbe ricoperto il ruolo di direttrice artistica dell'Heroes Festival di Verona. Tra il 27 e il 30 maggio 2022 il festival si è tenuto presso l'Antica Dogana di Terra e di Fiume di Verona, allestite come un green-village per sensibilizzare sui temi ambientali e a favore delle politiche eco-sostenibili. Il festival è proseguito il 28, 30 e 31 maggio 2022, in cui Elisa si è esibita in tre concerti-evento all'Arena di Verona, al fianco di Elodie, Giorgia, Rkomi, Jovanotti, Marracash, Mace e Franco126.

Dal 28 giugno al 24 settembre 2022, Elisa si esibirà in trenta concerti del Back to the Future Live Tour, tour a promozione dell'album che prevede un basso impatto ambientale, come raccontato dall'artista:
(Elisa Toffoli)
Il tour ha vinto due premi ai TIM Music Awards 2022, tra cui il Premio Arena di Verona per aver divulgato attraverso il tour il messaggio contro la crisi climatica.

### Date del tour
| Data                         | Città                | Stato                | Luogo                              |
| Heroes Festival 2022         | Heroes Festival 2022 | Heroes Festival 2022 | Heroes Festival 2022               |
| ---------------------------- | -------------------- | -------------------- | ---------------------------------- |
| 28 maggio 2022               | Verona               | Italia               | Arena di Verona                    |
| 30 maggio 2022               | Verona               | Italia               | Arena di Verona                    |
| 31 maggio 2022               | Verona               | Italia               | Arena di Verona                    |
| Back to the Future Live Tour |                      |                      |                                    |
| 30 giugno 2022               | Nichelino            | Italia               | Palazzina di caccia di Stupinigi   |
| 3 luglio 2022                | Sampeyre             | Italia               | Vallone Sant'Anna                  |
| 6 luglio 2022                | Bard                 | Italia               | Forte di Bard                      |
| 8 luglio 2022                | San Tammaro          | Italia               | Reale tenuta di Carditello         |
| 18 luglio 2022               | Marsciano            | Italia               | Stadio Comunale Alberto Checcarini |
| 20 luglio 2022               | Vasto                | Italia               | Aqualand Area Eventi               |
| 21 luglio 2022               | Campobasso           | Italia               | Antistadio Selvapiana              |
| 23 luglio 2022               | Lecce                | Italia               | Piazza Libertini                   |
| 24 luglio 2022               | Molfetta             | Italia               | Banchina San Domenico              |
| 27 luglio 2022               | Matera               | Italia               | Cava del Sole                      |
| 31 luglio 2022               | Bellinzona           | Svizzera             | Castelgrande                       |
| 2 agosto 2022                | Villorba             | Italia               | Arena della Marca                  |
| 3 agosto 2022                | Bassano del Grappa   | Italia               | Parco ragazzi del '99              |
| 4 agosto 2022                | Palmanova            | Italia               | Piazza Grande                      |
| 6 agosto 2022                | Torbole sul Garda    | Italia               | Foci del Sarca                     |
| 19 agosto 2022               | Cattolica            | Italia               | Arena della Regina                 |
| 20 agosto 2022               | Fermo                | Italia               | Piazza del Popolo                  |
| 24 agosto 2022               | Follonica            | Italia               | Parco Arena Centrale               |
| 25 agosto 2022               | Castiglioncello      | Italia               | Castello Pasquini                  |
| 27 agosto 2022               | Olbia                | Italia               | Olbia Arena                        |
| 30 agosto 2022               | Benevento            | Italia               | Città Spettacolo                   |
| 1º settembre 2022            | Agrigento            | Italia               | Teatro Valle dei Templi            |
| 3 settembre 2022             | Siracusa             | Italia               | Teatro Greco                       |
| 5 settembre 2022             | Taormina             | Italia               | Teatro antico                      |
| 7 settembre 2022             | Roccella Jonica      | Italia               | Teatro al Castello                 |
| 11 settembre 2022            | Milano               | Italia               | Castello Sforzesco                 |
| 13 settembre 2022            | Milano               | Italia               | Castello Sforzesco                 |
| 14 settembre 2022            | Milano               | Italia               | Castello Sforzesco                 |
| 15 settembre 2022            | Genova               | Italia               | Arena del Mare                     |
| 17 settembre 2022            | Pisa                 | Italia               | Piazza dei Cavalieri               |
| 18 settembre 2022            | Pistoia              | Italia               | Piazza Duomo                       |
| 20 settembre 2022            | Chieti               | Italia               | Anfiteatro la Civitella            |
| 21 settembre 2022            | Roma                 | Italia               | Auditorium Parco della Musica      |
| 23 settembre 2022            | Roma                 | Italia               | Auditorium Parco della Musica      |
| 24 settembre 2022            | Roma                 | Italia               | Auditorium Parco della Musica      |

#### Cancellazioni
| Data           | Città   | Stato  | Luogo              | Causa                  |
| -------------- | ------- | ------ | ------------------ | ---------------------- |
| 12 luglio 2022 | Bologna | Italia | Sequoie Music Park | Positività al COVID-19 |

## European Tour 2022
L'European Tour 2022 è un tour della cantautrice italiana Elisa. Si tratta del terzo tour ad attraversare il continente europeo ad eccezione dell'Italia, in promozione dell'album Ritorno al futuro/Back to the Future.

### Date del tour
| Data            | Città             | Stato       | Luogo                   | Note     |
| Europa          | Europa            | Europa      | Europa                  | Europa   |
| --------------- | ----------------- | ----------- | ----------------------- | -------- |
| 2 ottobre 2022  | Londra            | Regno Unito | Islington Assembly Hall | Sold out |
| 6 ottobre 2022  | Bruxelles         | Belgio      | La Madeleine            |          |
| 9 ottobre 2022  | Madrid            | Spagna      | Sala la Paqui           |          |
| 10 ottobre 2022 | Barcellona        | Spagna      | La 2 de Apolo           |          |
| 16 ottobre 2022 | Lubiana           | Slovenia    | Kino Siska              | Sold out |
| 19 ottobre 2022 | Monaco di Baviera | Germania    | Freiheitshalle          |          |
| 22 ottobre 2022 | Belgrado          | Serbia      | BitefArtCafe            |          |
| 5 novembre 2022 | Basilea           | Svizzera    | Baloise Session         |          |

## An Intimate Night,An Intimate ArenaeAn Intimate Christmas

### An Intimate Night
An Intimate Night è un tour della cantautrice italiana Elisa, a supporto del suo undicesimo album in studio Ritorno al futuro/Back to the Future. Il tour si svolge esclusivamente nei teatri e vede la partecipazione in qualità di collaboratore artistico e ospite in tutte le date del musicista Dardust.
Il concerto tenuto il 10 dicembre al Teatro degli Arcimboldi di Milano è stato trasmesso il 5 gennaio 2023 in prima serata su Rai 2.

#### Date del tour
| Data             | Città   | Stato  | Luogo                         | Biglietti venduti / Biglietti totali |
| ---------------- | ------- | ------ | ----------------------------- | ------------------------------------ |
| 1º dicembre 2022 | Trieste | Italia | Politeama Rossetti            | 1.530 / 1.530                        |
| 2 dicembre 2022  | Trieste | Italia | Politeama Rossetti            | 1.530 / 1.530                        |
| 5 dicembre 2022  | Bologna | Italia | Europauditorium               | 1.750 / 1.750                        |
| 6 dicembre 2022  | Bologna | Italia | Europauditorium               | 1.750 / 1.750                        |
| 8 dicembre 2022  | Milano  | Italia | Teatro degli Arcimboldi       | 2.346 / 2.346                        |
| 9 dicembre 2022  | Milano  | Italia | Teatro degli Arcimboldi       | 2.346 / 2.346                        |
| 10 dicembre 2022 | Milano  | Italia | Teatro degli Arcimboldi       | 2.346 / 2.346                        |
| 28 dicembre 2022 | Roma    | Italia | Auditorium Parco della Musica |                                      |
| 29 dicembre 2022 | Roma    | Italia | Auditorium Parco della Musica |                                      |
| 31 dicembre 2022 | Jesolo  | Italia | Palazzo del Turismo           | Concerto speciale per Capodanno      |
| 3 gennaio 2023   | Catania | Italia | Teatro Metropolitan           | 1.780 / 1.780                        |
| 16 gennaio 2023  | Torino  | Italia | Auditorium Gianni Agnelli     | 1.901 / 1.901                        |
| 17 gennaio 2023  | Torino  | Italia | Auditorium Gianni Agnelli     | 1.901 / 1.901                        |
| 24 gennaio 2023  | Firenze | Italia | Teatro Verdi                  |                                      |
| 8 febbraio 2023  | Firenze | Italia | Teatro Verdi                  |                                      |

### An Intimate Arena
An Intimate Arena è un doppio spettacolo della cantautrice italiana Elisa sostenuto presso l'Arena di Verona, che riprende il formato di An Intimate Night e prosegue il sodalizio artistico con Dardust.

#### Date del tour
| Data          | Città  | Stato  | Luogo           | Note     |
| ------------- | ------ | ------ | --------------- | -------- |
| 3 giugno 2023 | Verona | Italia | Arena di Verona | Sold out |
| 4 giugno 2023 | Verona | Italia | Arena di Verona | Sold out |

### An Intimate Christmas
An Intimate Christmas è un doppio spettacolo della cantautrice italiana Elisa sostenuto presso il Mediolanum Forum di Milano, che riprende il formato di An Intimate Night e prosegue il sodalizio artistico con Dardust.
| Data             | Città  | Stato  | Luogo            | Biglietti venduti / Biglietti totali |
| ---------------- | ------ | ------ | ---------------- | ------------------------------------ |
| 15 dicembre 2023 | Milano | Italia | Mediolanum Forum | 23.000 / 23.000                      |
| 16 dicembre 2023 | Milano | Italia | Mediolanum Forum | 23.000 / 23.000                      |

## Elisa - Palasport 2025
Elisa - Palasport 2025 sarà un tour della cantautrice italiana Elisa, a supporto del suo dodicesimo album di prossima pubblicazione.

### Date del tour
| Data             | Città   | Stato  | Luogo                  |
| ---------------- | ------- | ------ | ---------------------- |
| 8 novembre 2025  | Mantova | Italia | PalaUnical             |
| 10 novembre 2025 | Milano  | Italia | Unipol Forum           |
| 17 novembre 2025 | Bari    | Italia | Palaflorio             |
| 18 novembre 2025 | Eboli   | Italia | PalaSele               |
| 20 novembre 2025 | Firenze | Italia | Nelson Mandela Forum   |
| 22 novembre 2025 | Bologna | Italia | Unipol Arena           |
| 25 novembre 2025 | Roma    | Italia | Palazzetto dello Sport |
| 28 novembre 2025 | Torino  | Italia | Inalpi Arena           |